# Together Through Life
Together Through Life é o trigésimo terceiro álbum de estúdio do cantor Bob Dylan, lançado a 28 de Abril de 2009.
O disco estreou no nº 1 em diversos países, incluindo nos Estados Unidos e Reino Unido, sendo o primeiro disco de Dylan a atingir o nº 1 no Reino Unidos desde o álbum New Morning em 1970.

## Faixas

### Disco 1
Todas as faixas por Bob Dylan, letra de Bob Dylan e Robert Hunter, exceto onde anotado.
1. "Beyond Here Lies Nothin'" – 3:51
2. "Life Is Hard" – 3:39
3. "My Wife's Home Town" (Willie Dixon/Dylan/Hunter) – 4:15
4. "If You Ever Go to Houston" – 5:49
5. "Forgetful Heart" – 3:42
6. "Jolene" – 3:51

3"This Dream of You" (Dylan) – 5:54
1. "Shake Shake Mama" – 3:37
2. "I Feel a Change Comin' On" – 5:25
3. "It's All Good" – 5:28

Quando adquirido pelo iTunes, o disco trazia uma faixa bónus, "Lay Lady Lay" gravado em 1969.

### Disco 2
Theme Time Radio Hour: Friends & Neighbors
1. "Howdy Neighbor" (J. Morris) – Porter Wagoner & The Wagonmasters
2. "Don't Take Everybody to Be Your Friend" (M.Gabler/R. Tharpe) – Sister Rosetta Tharpe
3. "Diamonds Are a Girl's Best Friend" (L. Robin/J. Styne) – T-Bone Burnett
4. "La Valse de Amitie" (O. Guidry) – Doc Guidry
5. "Make Friends" (E. Mcgraw) – Moon Mulligan
6. "My Next Door Neighbor" (J. McCain) – Jerry McCain
7. "Let's Invite Them Over" (O. Wheeler) – George Jones & Melba Montgomery
8. "My Friends" (C. Burnett/S. Ling) – Howlin' Wolf
9. "Last Night" (W. Jones) – Little Walter
10. "You've Got a Friend" (C. King) – Carole King
11. "Bad Neighborhood" (Caronna/M. Rebennack) – Ronnie & The Delinquents
12. "Neighbours" (M. Jagger/K. Richards) – The Rolling Stones
13. "Too Many Parties and Too Many Pals" (B. Rose/M. Dixon/R. Henderson) – Hank Williams
14. "Why Can't We Be Friends" (S. Allen/H. Brown/M. Dickerson/J. Goldstein/L. Jordan /C. Miller/H. Scott/L. Oskar) – War

### Disco 3
1. Roy Silver – The Lost Interview (DVD)

## Tabelas
| Tabela (2009)           | Posição |
| ----------------------- | ------- |
| Áustria                 | 1       |
| Portugal                | 1       |
| Alemanha                | 1       |
| Dinamarca               | 1       |
| Espanha                 | 1       |
| Nova Zelândia           | 1       |
| Argentina               | 1       |
| Bélgica                 | 2       |
| Canadá                  | 1       |
| Holanda                 | 1       |
| Australian Albums Chart | 1       |
| França                  | 1       |
| Suécia                  | 1       |
| Itália                  | 1       |
| Irlanda                 | 2       |
| Japão                   | 2       |
| Holanda                 | 1       |
| Finlândia               | 1       |
| Japão                   | 2       |
| Nova Zelândia           | 1       |
| Suécia                  | 1       |
| Suíça                   | 1       |
| UK Albums Chart         | 1       |
| U.S. Billboard 200      | 1       |

## Créditos
- Bob Dylan – Guitarra, teclados, vocal
- Mike Campbell – Guitarra, bandolim
- David Hidalgo – Acordeão, guitarra
- Donnie Herron - Guitarra, banjo, bandolim, trompete
- Tony Garnier - Baixo
- George Recile - Bateria